# Exocoelactinidae
Exocoelactinidae zijn een familie van zeeanemonen (Actiniaria). De wetenschappelijke naam van de familie werd in 1925 voorgesteld door Oscar Henrik Carlgren. De familie omvat 1 geslacht, met twee soorten.

## Geslachten
- Exocoelactis Carlgren, 1925